# Sánc
Sánc Nagykanizsa egyik városrésze; a központ délkeleti peremén helyezkedik el. Korábban áthaladt rajta a 61-es főút is, de az ma már kelet felől elkerüli a belterületét, a régi nyomvonal azóta 6101-es számozással halad át a házai között.
Neve a hagyomány szerint a kanizsai vár törökök általi elfoglalása előtti időszakból származik. Ekkoriban a portyázó törökök ellen, védve a fontos utat itt őrtornyot és köré sáncot építettek.

## Első felmérések
Az első katonai felmérés idején (az 1780-as évek első fele) még csak az országúttól délre eső része létezett a településnek; ez Somogy vármegye része volt. A második katonai felmérés (1858) térképén már ott van az északi oldalon a hercegi uradalom (Felső-Sáncz, Sáncz-puszta néven emlegetett) majorja, ami a városhoz tartozott. 

## Bagolasánc
Bagolával együtt Bagolasánc volt együttes nevük.

## Zalához csatolása
A somogyi település 1948-ban lett Zalához csatolva. Megjegyzendő ezzel kapcsolatban, hogy 1919 februárjában Bagolasánc, Somogyszentmiklós (a mai Miklósfa) és Liszó Nagykanizsához való hozzá csatolását kérték; a kezdeményezés eredménytelen maradt.

## Sánci templom
A sánci major 1860-ban már létező, ma is álló magtárát a II. világháború után (1949-ben) alakították templommá. Harangja korábban a Katonaréten volt, előtte pedig, a Kórházkápolna 1932-es felszentelésekor annak tornyában.